# Карло Антоніо Карлоне
Карло Антоніо Карлоне (італ. Carlo Antonio Carlone; 1635, Ланцо-д'Інтельві — 3 травня 1708, Пассау, Баварія) — італійський архітектор епохи бароко, відомий по реконструкції ряду монастирів у Верхній Австрії, зокрема монастира святого Флоріана.

## Доробок
- Монастир святого Флоріана — у 1683–1708 роках був перебудований в стилі бароко за його проектом.
- Церква «Дев'яти ангельських хорів» (Відень) — 1662 році створив проект монументального барочного західного фасаду.